# Utopía (Romeo Santos)
Utopía è il quarto album in studio del cantante statunitense Romeo Santos, pubblicato nel 2019.

## Tracce
1. Intro – 0:38
2. Canalla (with El Chaval de la Bachata) – 3:46
3. Payasos (with Frank Reyes) – 3:24
4. La Demanda (with Raulín Rodríguez) – 3:54
5. Millionario (with Elvis Martínez) – 4:01
6. El Beso Que No Le Di (with Kiko Rodriguez) – 3:28
7. Ileso (with Teodoro Reyes) – 3:38
8. Amor Enterrado (with Joe Veras) – 4:01
9. Me Quedo (with Zacarías Ferreira) – 3:57
10. Los Últimos (with Luis Vargas) – 4:44
11. Años Luz (with Monchy & Alexandra) – 3:42
12. Bellas (Antony "El Mayimbe" Santos featuring Romeo Santos) – 4:02
13. Inmortal (Aventura) – 4:16

## Classifiche
| Classifica (2019) | Posizione raggiunta |
| ----------------- | ------------------- |
| Stati Uniti       | 18                  |